# Championnat provincial d'Argentine de rugby à XV 2015
Navigation
Campeonato Argentino de Mayores 2014 Campeonato Argentino de Mayores 2016
Le Championnat provincial d'Argentine de rugby à XV 2015 ou Campeonato argentino de rugby 2015 ou Campeonato argentino de Mayores 2015 est une compétition annuelle de rugby à XV organisée par la Fédération argentine (UAR) qui oppose, non pas des sélections provinciales du pays, mais des équipes représentant les uniónes, au nombre de 25, membres de l'UAR.

## Format
Les 6 clubs disputent un championnat où chaque équipe ne joue qu'une seule fois.

## Équipes
| Nom          | Surnom       | Région                   |
| ------------ | ------------ | ------------------------ |
| Cuyo         | Los Guanacos | Province de Mendoza      |
| Buenos Aires | Las Águilas  | District de Buenos Aires |
| Cordobesa    | Los Dogos    | Province de Córdoba      |
| Rosario      | Los Ñandúes  | Province de Santa Fe     |
| Salta        | Los Mayuatos | Province de Salta        |
| Tucumán      | Los Naranjas | Province de Tucumán      |

## Phase régulière
| Rang | Club         | J | V | N | D | Bo | Bd | Pm  | Pe  | Diff | Pts |
| ---- | ------------ | - | - | - | - | -- | -- | --- | --- | ---- | --- |
| 1    | Las Águilas  | 5 | 5 | 0 | 0 | 5  | 0  | 226 | 79  | +147 | 25  |
| 2    | Los Dogos    | 5 | 4 | 0 | 1 | 2  | 0  | 170 | 140 | +30  | 18  |
| 3    | Los Naranjas | 5 | 2 | 0 | 3 | 0  | 0  | 117 | 155 | -38  | 10  |
| 4    | Los Ñandúes  | 5 | 2 | 0 | 3 | 0  | 0  | 163 | 192 | -29  | 9   |
| 5    | Los Guanacos | 5 | 1 | 0 | 4 | 0  | 0  | 96  | 154 | -58  | 6   |
| 6    | Los Mayuatos | 5 | 1 | 0 | 4 | 0  | 0  | 115 | 167 | -52  | 6   |

|  | Vainqueur.                      |
|  | Relégué en Zona Ascenso (no 6). |